# Свећа (рагби 15)
Свећа је рагби термин, којим се означава један од шутева из игре у рагбију. Користи га играч који је у продору, да би лобовао противничку одбрану. И саиграч може да ухвати свећу, али мора бити иза шутера у тренутку шута да не би био у офсајду.